# Вайкла, Андреас
Андреас Вайкла (эст. Andreas Raido Karuks Vaikla; 10 февраля 1997, Торонто, Канада) — эстонский футболист, вратарь.

## Клубная карьера
Вайкла родился в Канаде и выступал за местные команды, когда в 2013 году в игре за юношескую сборную Эстонии его заметили скауты английского клуба «Вест Бромвич» и пригласили в свою академию. В течение двух лет голкипер тренировался в ней, выступал за юношескую команду, после чего игроком заинтересовался «Норрчёпинг» и они согласовали однолетний контракт. В 2015 году был заявлен за основную команду шведов, был резервным вратарем, на поле не появлялся, но при этом стал чемпионом Швеции.
С сезона 2016 года Андреас стал основным голкипером «Норрчёпинга». 22 апреля 2016 года дебютировал в шведском чемпионате в поединке пятого тура против «Фалькенберга», выйдя на замену на 19-й минуте вместо травмированного вратаря Давида Митова Нильссона.
В 2017 году выступал за финский «Мариехамн». В сезоне 2017 года сыграл 26 матчей из 33, а его команда заняла пятое место в чемпионате Финляндии. В феврале 2020 года Вайкла впервые оказался в эстонском клубе — он подписал контракт с «Нарвой-Транс».
18 мая 2021 года Вайкла подписал контракт с клубом «Торонто II» из Лиги один ЮСЛ. За «Торонто II» дебютировал 29 мая в матче против «Норт Тексаса».
24 марта 2022 года отправился в аренду в клуб Канадской премьер-лиги «Эдмонтон». Дебютировал за «Эдмонтон» 10 апреля в матче стартового тура сезона против «Валора».

## Карьера в сборной
Родители Вайклы — эстонцы, поэтому уроженец Канады был заигран за юношескую сборную Эстонии в 2012 году. Выступал за различные возрасты, из матчей которых его и приглядели скауты «Вест Бромвича». Был основным голкипером сборной до 19 лет, в остальных командых был запасным. 14 марта 2016 года впервые вызван в главную сборную Эстонии, однако участия в поединках со сборными Норвегии и Сербии не принял. 1 июня 2016 года дебютировал в ней в поединке против команды Андорры.

## Достижения
«Норрчёпинг»
- Чемпион Швеции: 2015

«Нарва-Транс»
- Финалист Кубка Эстонии: 2019/20.